# Hockey su pista nel 1951

## Cronologia degli eventi principali
- Dal 1° al 10 giugno a Barcellona venne disputato il campionato del mondo; la nazionale spagnola vinse per la 1ª volta nella sua storia il torneo.

## Attività internazionale
| Competizione         | Edizione                            | Vincitore | Titolo N° |
| -------------------- | ----------------------------------- | --------- | --------- |
| Campionato del mondo | Campionato mondiale Barcellona 1951 | Spagna    | 1º titolo |
| Coppa delle Nazioni  | Coppa delle Nazioni 1951            | Belgio    | 1º titolo |

## Attività di club
| Nazione        | Competizione            | Edizione                     | Vincitore      |
| -------------- | ----------------------- | ---------------------------- | -------------- |
| Francia        | Campionato francese     | Campionato francese 1951     | ASPTT Bordeaux |
| Germania Ovest | Campionato tedesco      | Campionato tedesco 1951      | Herten         |
| Inghilterra    | National Cup            | National Cup 1951            | Herne Bay RHC  |
| Italia         | Campionato italiano     | Serie A 1951                 | Monza          |
| Portogallo     | Campionato portoghese   | 1ª Divisão 1951              | Benfica        |
| Spagna         | Coppa del Generalissimo | Coppa del Generalissimo 1951 | Espanyol       |
| Svizzera       | Campionato svizzero     | Lega Nazionale A 1951        | Montreux       |

## Nazionale italiana

### Risultati

#### Coppa delle Nazioni 1951
| Montreux 24 marzo 1951 | Belgio | 6 – 1 | Italia |  |

| Montreux 24 marzo 1951 | Germania Ovest | 3 – 3 | Italia |  |

| Montreux 25 marzo 1951 | Club Patí Barcelona | 3 – 4 | Italia |  |

| Montreux 25 marzo 1951 | Francia | 2 – 6 | Italia |  |

| Montreux 25 marzo 1951 | Paesi Bassi | 1 – 5 | Italia |  |

| Montreux 26 marzo 1951 | Montreux Hockey Club | 3 – 1 | Italia |  |

| Montreux 25 marzo 1951 | Inghilterra | 3 – 3 | Italia |  |

#### Campionato mondiale 1951
| Barcellona 2 giugno 1951 | Italia        | 6 – 3 | Paesi Bassi | \| Arbitro: \| Walter Dutzer \| |
| Arbitro:                 | Walter Dutzer |       |             |                                 |

| Barcellona 2 giugno 1951 | Italia             | 2 – 0 | Francia | \| Arbitro: \| Camille Martinetti \| |
| Arbitro:                 | Camille Martinetti |       |         |                                      |

| Barcellona 3 giugno 1951 | Italia  | 4 – 2 | Svizzera | \| Arbitro: \| Terroba \| |
| Arbitro:                 | Terroba |       |          |                           |

| Barcellona 3 giugno 1951 | Italia         | 4 – 3 | Germania Ovest | \| Arbitro: \| Domingos Silva \| |
| Arbitro:                 | Domingos Silva |       |                |                                  |

| Barcellona 4 giugno 1951 | Italia           | 13 – 1 | Irlanda | \| Arbitro: \| Alvarez Corriols \| |
| Arbitro:                 | Alvarez Corriols |        |         |                                    |

| Barcellona 5 giugno 1951 | Italia               | 20 – 0 | Danimarca | \| Arbitro: \| Frederico Peyssoneau \| |
| Arbitro:                 | Frederico Peyssoneau |        |           |                                        |

| Barcellona 6 giugno 1951 | Spagna | 2 – 1 | Italia | \| Arbitro: \| Gillet \| |
| Arbitro:                 | Gillet |       |        |                          |

| Barcellona 7 giugno 1951 | Italia         | 7 – 2 | Belgio | \| Arbitro: \| Domingos Silva \| |
| Arbitro:                 | Domingos Silva |       |        |                                  |

| Barcellona 9 giugno 1951 | Italia | 3 – 1 | Inghilterra |  |

| Barcellona 10 giugno 1951 | Portogallo | 4 – 1 | Italia |  |

### Riepilogo riassuntivo
|  | Competizione             | PT | G  | V  | N | P | GF | GS | Diff. |
|  | ------------------------ | -- | -- | -- | - | - | -- | -- | ----- |
|  | Coppa delle Nazioni 1951 | 15 | 7  | 3  | 2 | 2 | 23 | 21 | +2    |
|  | Campionato mondiale 1951 | 16 | 10 | 8  | 0 | 2 | 61 | 18 | +43   |
|  | Totale                   | -  | 17 | 11 | 2 | 4 | 84 | 39 | +45   |